# Bruchhausenstraße (Trier)
Die Bruchhausenstraße ist eine Straße in Trier im Stadtteil Mitte.

## Geschichte
Die Straße hat ihren aktuellen Namen seit 1927 und wurde seinerzeit nach Albert von Bruchhausen (1859–1948) benannt, der von 1904 bis 1927 Oberbürgermeister von Trier war. Bis 1927 hieß die Straße Ritterstraße, da sie durch das ehemalige Anwesen des Ritterordens führt. Vorher hieß die Strecke nach einem alten Abwassergraben auf dem Sug.
In der Straße befinden sich vereinzelte Ladenlokale und ein Hotel. Auf der Höhe der Bruchhausenstraße 23 befand sich, bis zum Abriss im Dezember 2001, die Schnellimbiss-Gaststätte „Fengler“. Die einstöckige Holzbaracke war bis dahin eine architektonische Besonderheit, denn sie zählte zu den letzten noch vorhandenen Bauprovisorien, die in der Trierer Nachkriegszeit entstanden waren und dann nicht selten mehrere Jahrzehnte überdauerten. Nachfolgebau wurde 2003 ein Wohn- und Geschäftshaus. Auf der Parzelle hinter der einstigen Gaststätte (Bruchhausenstraße 22A) eröffnete Ende 2006 ein neu errichtetes Seniorenheim. Ihm hatte ein kleiner ummauerter, jedoch kaum frequentierter öffentlicher Spielplatz weichen müssen.

## Kulturdenkmäler
In der Bruchhausenstraße stehen zwölf Kulturdenkmäler. Die meisten dieser Gebäude sind im Stil des Historismus und des Jugendstils erbaut und entstanden um 1900. Es sind vor allem die Fassaden erhalten. Im Folgenden werden zwei herausragende Gebäude näher beschrieben:

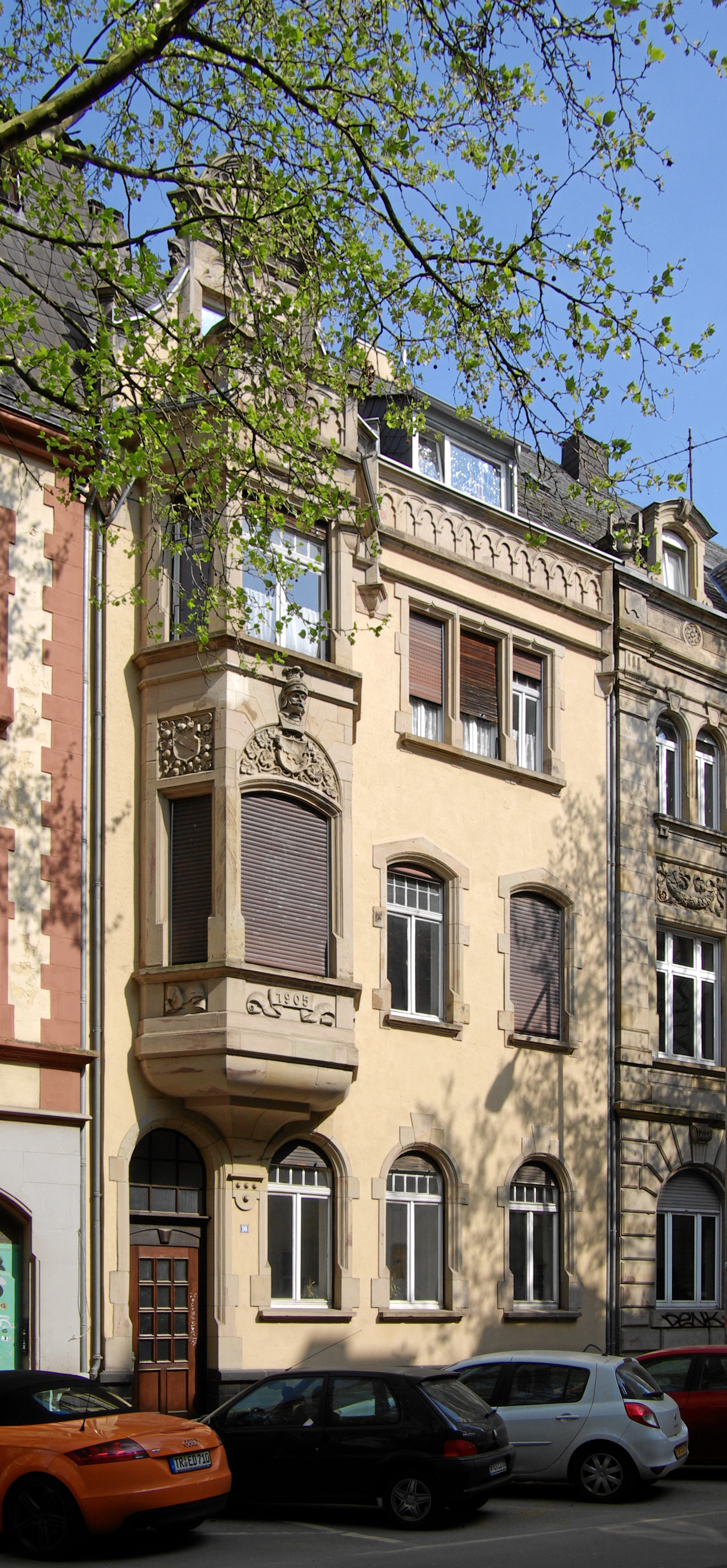
Bruchhausenstraße 16

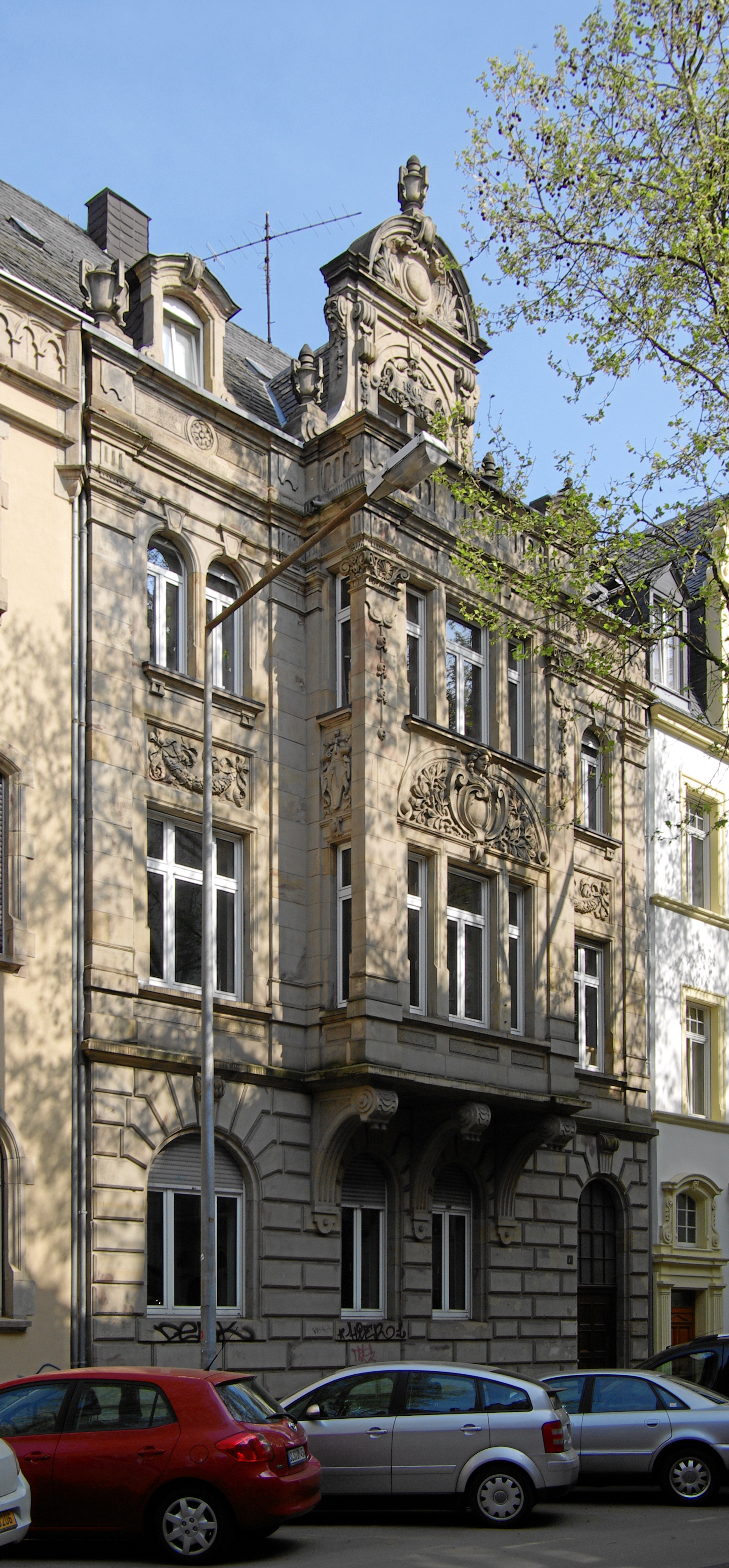
Bruchhausenstraße 16a

### Hausnummer 16/16A
Bruchhausenstraße 16/16 A ist ein Doppelmietshaus des Großunternehmers August Wolf, das 1904/05 erbaut wurde. Die beiden Hälften stehen in der Tradition des Späthistorismus sind dreigeschossig, weisen jedoch beide jeweils unterschiedliche Grundrisse und Fassaden aus. Hausnummer 16 ist ein Putzbau mit Sandsteingliederung in einer eklektizistischen Stilmischung von Neogotik und Neorenaissance. Bezeichnend ist die asymmetrische Anlage, dominiert von einem polygonalen Erker mit aufliegendem Altan und das dahinter befindliche reich dekorierte Zwerchhaus.
Hausnummer 16 A ist größer, repräsentativer und konservativer gehalten. Die ganz mit Sandstein verkleidete Front ist in den Obergeschossen symmetrisch angelegt und wird beherrscht von einem breiten Kastenerker in der Fassadenmitte. Das Erdgeschoss ist rustiziert und die Obergeschosse sind mit Monumentalpilastern zusammengefasst. Am Gebäude befindet sich reicher bauplastischer Schmuck. Über ausladenden Gesimsen im Trauf- und Attikabereich wird das Dach durch Urnenaufsätze, Gauben mit stichbogigen Steigwänden und durch ein mit barockisierendem Dekor überladenes Zwerchhaus belebt. Hervorzuheben sind auch der Jugendstil-Stuckdekor an den Flurwänden oder das Treppenhaus mit den Wohnungseingangstüren. Im Parterre sind sämtliche alten Innentüren sowie die Jugendstil-Stuckdecken im Wohnzimmer und Salon erhalten.

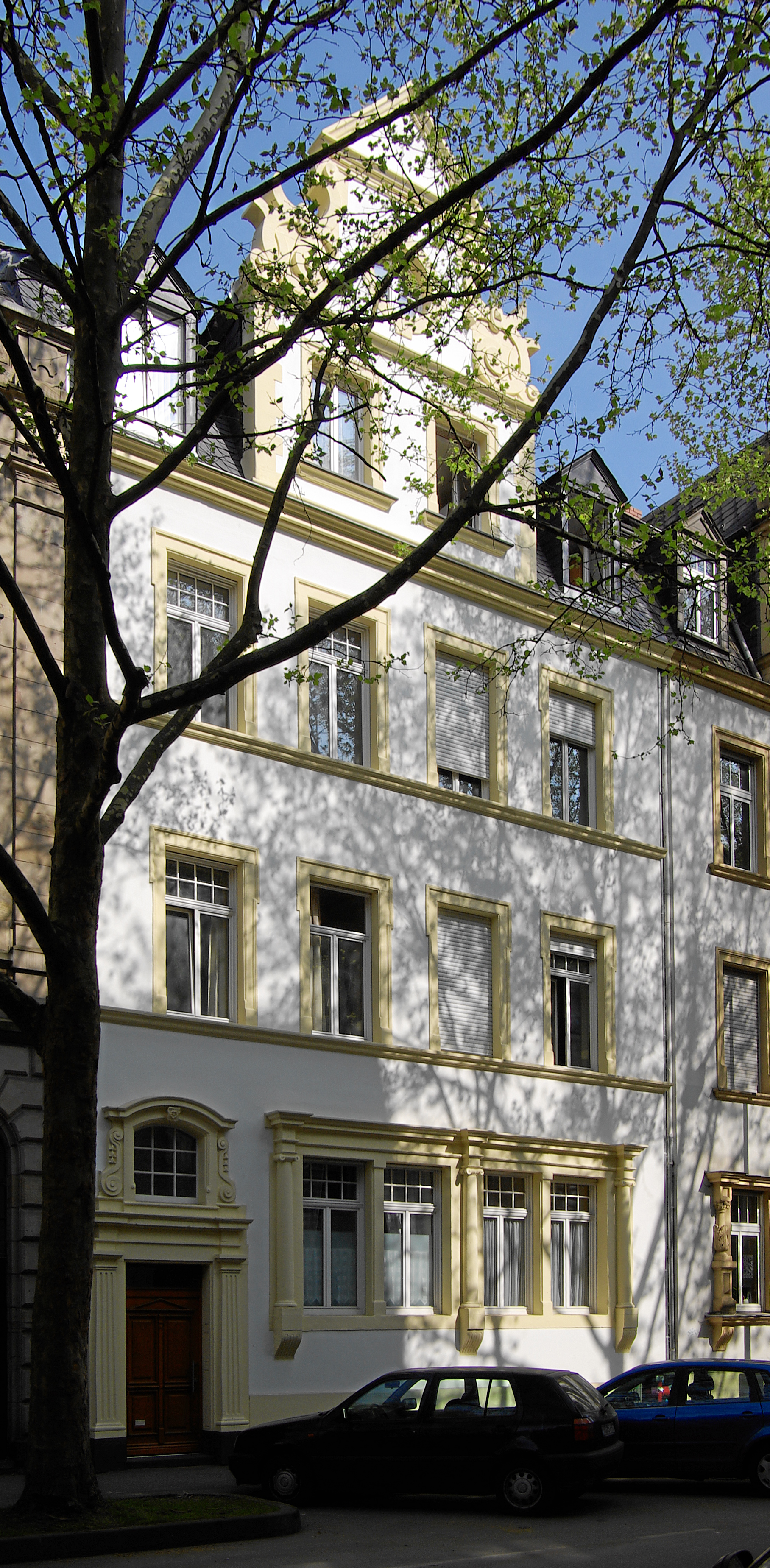
Bruchhausenstraße 17

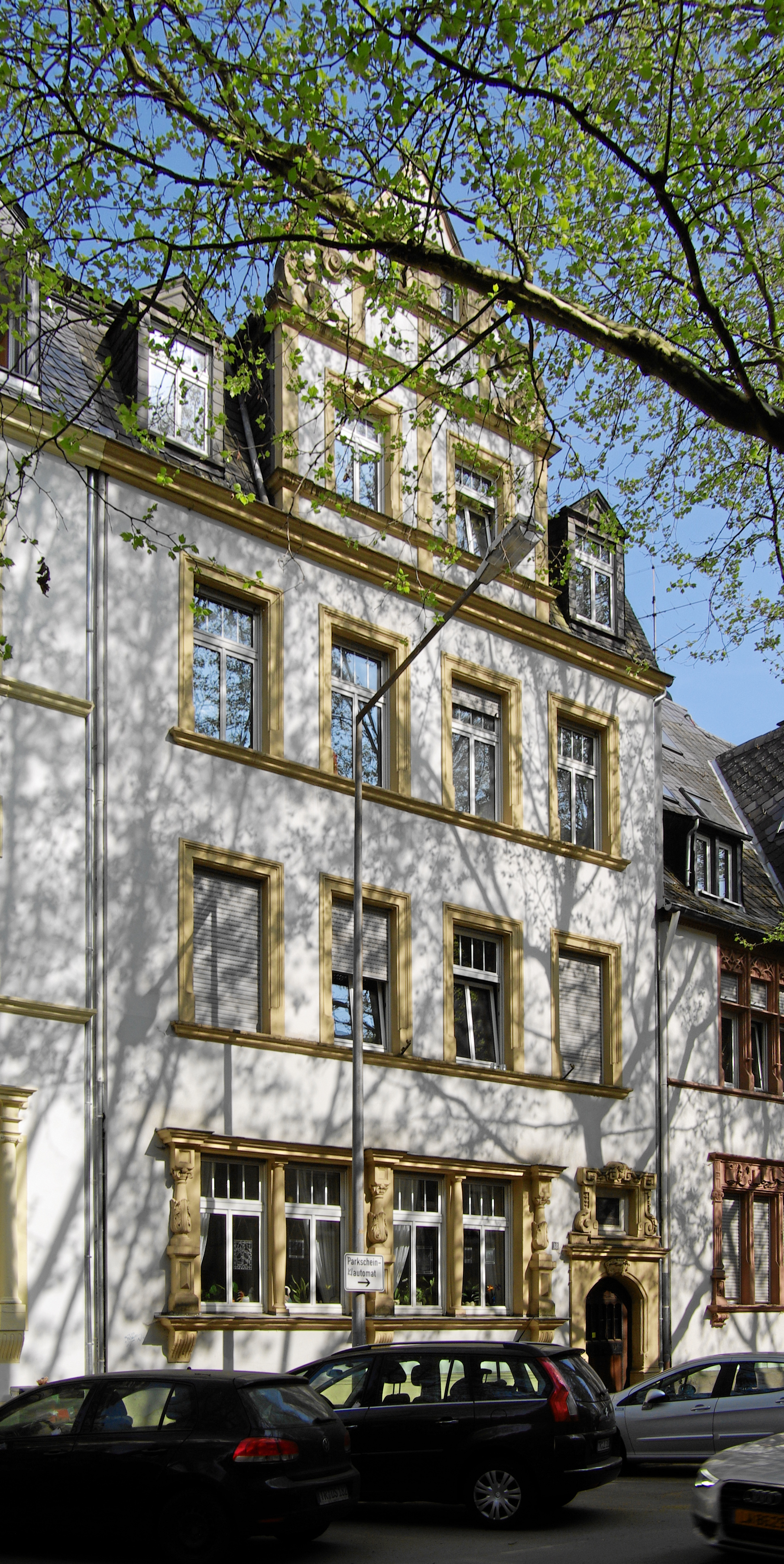
Bruchhausenstraße 18

### Hausnummer 17/18
Hausnummer 17/18 ist ein dreigeschossiges Doppelmietshaus des Schreinermeisters Quirin Hofscheuer, das nach Entwurf des Architekten Peter Marx um 1904 errichtet wurde. Die spiegelsymmetrischen, sandsteingegliederten Putzfassaden im Stil der deutschen Neorenaissance sind in den Einzelheiten unterschiedlich. Im Parterre sind die seitlichen Eingänge und die säulenbesetzten, gedoppelten Zwillingsfenster mit verkröpfter Horizontalverdachung hervorzuheben sowie im Dachbereich die hohen Zwerchhäuser mit volutengeschmückten Giebeln als auffallendes Zitat dieser Zeit. Die zweiraumtiefen Grundrisse mit Portal und Treppenhaus in einer Seitenachse und dem dahinter angebauten, schmalen Hinterhaus entsprechen der bei Mietshäusern des späten 19. Jahrhunderts typischen Form. Beide Haushälften haben nicht nur die originale Innenraumdisposition, sondern auch in ungewöhnlich hohem Umfang die weitgehend standardisierte Ausstattung. Hierzu zählen sowohl die Eingangsflure und Treppenhäuser mit Holzpfostengeländer als auch die Wohnungseingangstüren sowie die Innentüren und Stuckprofildecken.